# Gerhard von Lienen
Gerhard von Lienen (* 21. April 1947 in Weißenburg in Bayern) ist ein deutscher Jurist. Er war Richter am Bundesgerichtshof.
Nach Ende seiner juristischen Ausbildung trat er im Jahr 1975 in den höheren Justizdienst des Freistaats Bayern ein. Er wurde 1978 zum Staatsanwalt und 1980 zum Richter am Landgericht Regensburg ernannt. 1992 erfolgte seine Beförderung zum Richter am Oberlandesgericht Nürnberg. Ab 1989 leitete er zunächst beim Landgericht Regensburg und ab 1992 bis 1995 im Wege der Abordnung beim Bezirksgericht/Landgericht Leipzig hauptamtlich Arbeitsgemeinschaften für Rechtsreferendare. Nach seiner Rückkehr war er beim Oberlandesgericht Nürnberg in einem Senat für Familiensachen tätig.
Im Jahr 1999 wurde von Lienen zum Richter am Bundesgerichtshof ernannt. Er war seither dem u. a. für Staatsschutzstrafsachen zuständigen 3. Strafsenat zugewiesen. In den Jahren 2003 und 2004 war er zudem Mitglied des IXa-Zivilsenats (Hilfssenats). Die Rechtsprechung beider Senate hat von Lienen maßgeblich mitgeprägt. Neben seiner richterlichen Tätigkeit war er zeitweise Vertreter des Pressereferenten und seit 2007 mit dem Amt des Geheimschutz- und Sabotageschutzbeauftragten betraut. 